# Ștefan Ströck
Ștefan Ströck (Oradea, 11 febbraio 1901 – 15 febbraio 1991) è stato un calciatore rumeno, di ruolo portiere.

## Carriera

### Club
Ha sempre giocato nel campionato rumeno.

### Nazionale
Ha rappresentato la Nazionale rumena in occasione delle Olimpiadi del 1924.